# Marcus Aemilius Papus (Diktator)
Marcus Aemilius Papus war ein Politiker der Römischen Republik aus dem Geschlecht der Aemilier. Im Jahr 321 v. Chr. soll er gemeinsam mit Lucius Valerius Flaccus Diktator zur Abhaltung einer Volksversammlung (dictator comitium habendorum causa) gewesen sein. Die Historizität dieser Diktatur wird in der modernen Geschichtswissenschaft bezweifelt.